# Griby
Griby (Russisch: Грибы́; uitspraak: [ɡrʲɪˈbɨ]; letterlijk ‘paddenstoelen’) is een Oekraïense rapgroep uit Kiev.

## Geschiedenis
In 2016 startte muziekproducent en eigenaar van platenlabel Kruzheva Music Joeri Bardasj de band Griby.
Op 28 april 2016 publiceerde de groep haar eerste clip Intro op YouTube die in minder dan een maand tijd een miljoen weergaven had. Hetzelfde gebeurde met de tweede single, Kopy, die in september van dat jaar uitkwam. In november 2016 bracht de groep hun derde videoclip uit, Velik, en lanceerde hun debuutalbum Dom na koljosach tsj. 1. Eind november 2016 ging de groep op tournee door Oekraïne, Rusland en Wit-Rusland. Op 10 maart 2017 lanceerde de groep de vierde clip, Taet ljod.
De muzikale stijl van Griby bevindt zich op het snijvlak van hip-hop en house (hiphouse). De groep mijdt ieder contact met de pers: ze geven geen interviews, laten zich niet fotograferen en streven naar anonimiteit. In hun videoclips verbergen de bandleden hun gezichten onder capuchons, visserhoedjes en bivakmutsen.
De videoclips van Griby bevatten vaak korte humoristische sketches van vlogger Kyivstoner, die daardoor als officieus lid van de groep kan worden beschouwd. In februari 2017 maakte Kyivstoner bekend de groep te zullen verlaten.
Eind 2017 werd bekend dat de groep na 31 december 2017 zou ophouden te bestaan.
In augustus 2019 behaalde de videoclip van Taet Ljod 200 miljoen weergaven op YouTube, waarmee het de meest bekeken video van de band is.

## Discografie

### Albums
- Dom na koljosach, tsj. 1 (2016)

### Singles
- Intro
- Kopy
- Taet ljod

## Videografie
- Intro (2016)
- Kopy (2016)
- Velik (2016)
- Taet ljod (2017)

## Prijzen
In 2016 won de groep met Intro tijdens de Jägermeister Indie Awards in de categorie Single van het jaar.
In 2017 ontving de groep een prijs als 'Ontdekking van het jaar' tijdens de Yearly Ukrainian National Awards.